# Anton Hieronymus Fritzsche Klubien
Anton Hieronymus Fritzsche Klubien (født 26. juli 1834 i Randers, død 5. december 1893 i København) var en dansk jurist.
Klubien blev student i 1852, cand. jur. i 1857, samme år volontær i Justitsministeriet, fuldmægtig sammesteds i 1863, Højesteretsadvokat i 1867. 